# Stylaria
Stylaria är ett släkte av ringmaskar. Enligt Catalogue of Life ingår Stylaria i familjen glattmaskar, men enligt Dyntaxa är tillhörigheten istället familjen Naididae.
Kladogram enligt Catalogue of Life och Dyntaxa:
| Stylaria | \| \| Stylaria fossularis \| \| \| \| \| \| Stylaria lacustris \| \| \| \| |
|          | \| \| Stylaria fossularis \| \| \| \| \| \| Stylaria lacustris \| \| \| \| |
|          | Stylaria fossularis                                                        |
|          |                                                                            |
|          | Stylaria lacustris                                                         |
|          |                                                                            |